# Vehículo de movilidad personal

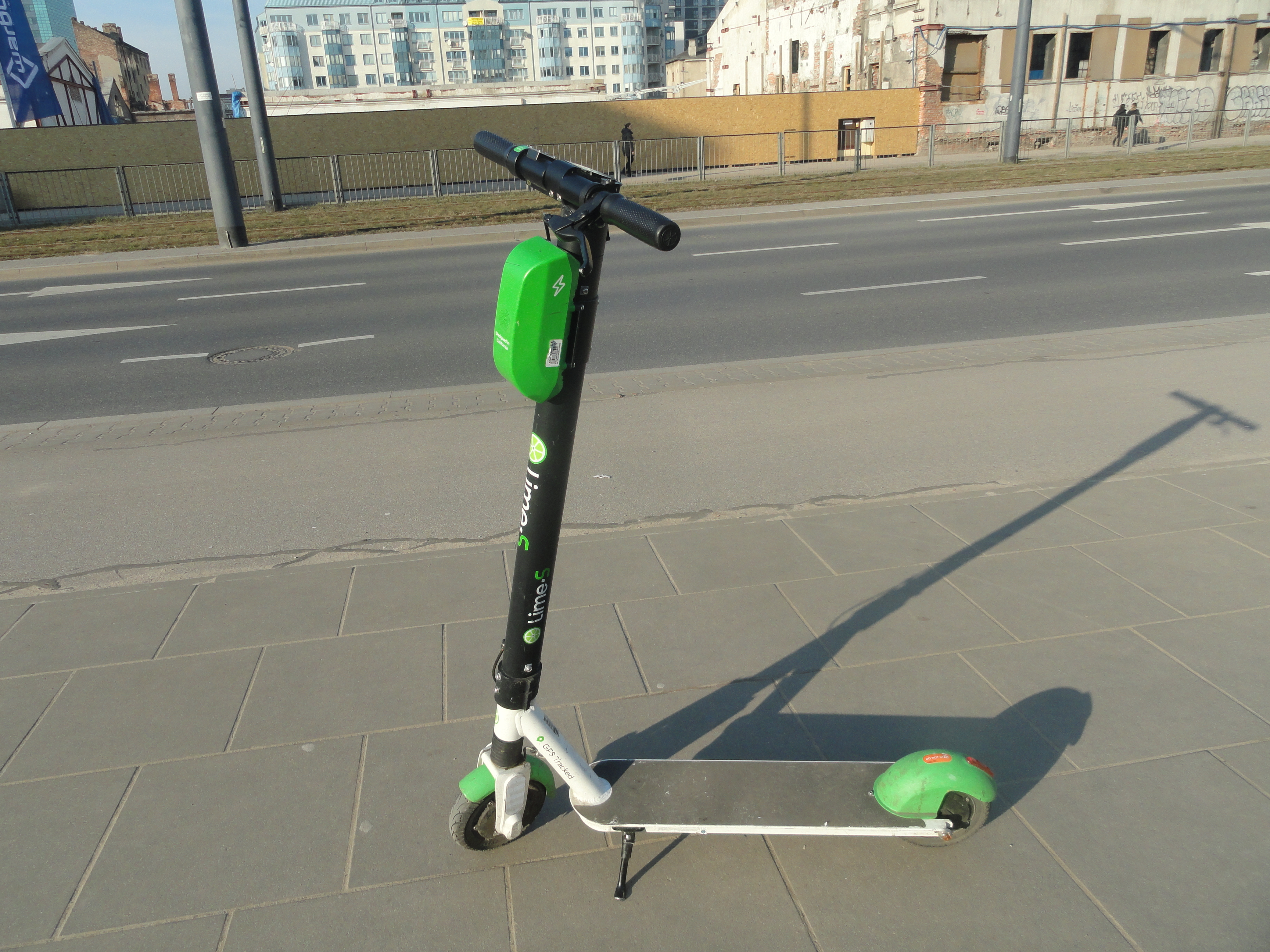
Patinete eléctrico

Un vehículo de movilidad personal (VMP) es un tipo de vehículo generalmente reciente (del siglo xxi), de una sola plaza, concebido para la micromovilidad. Se caracteriza por estar propulsado exclusivamente por motores eléctricos y por alcanzar una velocidad máxima no superior a los 25 km/h.
Debido a su creciente popularidad, las legislaciones de numerosos países están contemplando la manera de clasificarlos y regular su uso.

## Tipos
Algunos tipos de vehículos de movilidad personal son los patinetes eléctricos, los monociclos autoequilibrados, las tablas de dos ruedas autoequilibradas (hoverboard) y girópodos como el Segway.
No se suelen considerar como tales las bicicletas eléctricas, ya que combinan su propulsión mediante un motor eléctrico con el propio pedaleo del usuario.

## Regulación

Señal de tráfico en España que prohíbe la entrada de vehículos de movilidad personal.

### España
El 30 de diciembre de 2020 entró en vigor el Real Decreto 970/2020 por el que se modificaba el Reglamento General de Vehículos y el Reglamento General de Circulación. El nuevo reglamento definió el vehículo de movilidad personal como un «vehículo de una o más ruedas dotado de una única plaza y propulsado exclusivamente por motores eléctricos que pueden proporcionar al vehículo una velocidad máxima por diseño comprendida entre 6 y 25 km/h». De esta definición se excluyen los vehículos para personas de movilidad reducida, los vehículos de competición, los vehículos dotados de sillín pero no de sistema de autoequilibrado, los vehículos con una tensión de trabajo mayor de 100 VCC o 240 VAC y los vehículos de motor de dos y tres y los cuatriciclos ya contemplados en el Reglamento n.º 168/2013 del Parlamento Europeo y del Consejo.
Los VMP se consideran así como vehículos a todos los efectos, equiparándose las obligaciones de sus conductores a las de los conductores de otros vehículos en lo relativo a la tasa de alcoholemia, a la prohibición de conducir bajo la influencia de las drogas o el uso de auriculares y teléfono móvil.